# 西尔维娅·波尔
西尔维娅·波尔（德語：Silvia Poll，1970年9月24日—），哥斯达黎加女子游泳运动员。她曾代表哥斯达黎加参加1988年和1992年夏季奥林匹克运动会游泳比赛，其中1988年奥运会获得一枚银牌。

## 家庭
妹妹克劳迪娅·波尔。